# جاكوب نينا
جاكوب نينا (بالإنجليزية: Jacob Nena)‏ (و. 1941 - 2022 م) هو سياسي من ولايات ميكرونيسيا المتحدة.